# Семерці
Семе́рці (болг. Семерци) — село в Тирговиштській області Болгарії. Входить до складу общини Антоново.

## Населення
За даними перепису населення 2011 року у селі проживали 210 осіб.
Національний склад населення села:
| Національність   | Кількість осіб | Відсоток |
| ---------------- | -------------- | -------- |
| болгари          | 85             | 40,7%    |
| турки            | 73             | 34,9%    |
| цигани           | 51             | 24,4%    |
| інша             | 0              | 0%       |
| не визначились   | 0              | 0%       |
| Всього відповіли | 209            |          |

Розподіл населення за віком у 2011 році:
Динаміка населення: